# Aiguille du Tour
Aiguille du Tour är en bergstopp i på gränsen mellan Schweiz och Frankrike. Toppen på Aiguille du Tour är 3 540 meter över havet, eller 260 meter över den omgivande terrängen. Bredden vid basen är 2,1 km. Toppen bestegs för första gången år 1926.